# Szigligeti Jolán
Szigligeti Jolán, Szathmáry Alojzia Jolán (Pest, 1843. szeptember 6. – Debrecen, 1916. május 22.) színésznő.

## Életútja
Szigligeti Ede (Szathmáry József) és Sperling Franciska leánya. Első színpadi kísérletét 1866. szeptember 30-án tette a Nemzeti Színházban, a Tücsökben. 1867-68 telén Győrött vendégszerepelt, 1869-ben pedig Aradon. Ezután a Nemzeti Színháznál működött 1874. június 4-éíg, amidőn a Tücsökben elbúcsúzott és férjhez ment Hutiray Lukácsy Ferenc gazdatiszthez. (Férje meghalt mint a gróf Károlyi-család uradalmi intézője, 1905-ben.) Szigligeti két színdarabot fordított. Egyiknek Házi gyógyszer a címe, francia vígjáték 1 felvonásban. Bem. 1873. máj. 28. Nemzeti Színház. A másiknak Benedix a szerzője, címe A bokréta. Halálát szívszélhűdés okozta.